# Грегори Дэвид Робертс
Гре́гори Дэ́вид Ро́бертс (англ. Gregory David Roberts, настоящее имя Гре́гори Джон Пи́тер Смит англ. Gregory John Peter Smith; род. 21 июня 1952, Мельбурн, Австралия) — австралийский писатель, сценарист и прозаик, известный романом «Шантарам». В прошлом страдал героиновой зависимостью, а также признан судом виновным в ограблении банка, впоследствии совершил побег из тюрьмы Пентридж (Австралия), затем скрывался в Индии, где прожил около 10 лет.

## Биография
В результате расторжения брака и последующей потери опеки над своей юной дочерью Робертс приобрёл героиновую зависимость. За выбранный способ обеспечивать себя наркотиками Робертс получил прозвище «грабитель строительных кооперативов» и «преступник-джентльмен». Он грабил учреждения с доходами нужного уровня и застрахованные на достаточную сумму. Совершая свои ограбления в пиджаке, брюках и жилете, он всегда говорил «пожалуйста» и «спасибо» тем, кого грабил. Робертс полагал, что таким образом он снижает жестокость своих деяний, но, как он сам отметит позже, люди отдавали ему свои деньги из-за страха.
В 1978 году был приговорён к заключению сроком на 23 года за серию вооружённых ограблений отделений строительных кооперативов, кредитных организаций, магазинов, кинотеатров и автозаправок, проделанных с игрушечным пистолетом.
В 1980 году совершил побег из тюрьмы строгого режима. После краткого перелёта через Новую Зеландию жил в Бомбее в течение 10 лет, где связался с местной мафией. В 1990 году Робертс был взят под стражу при незаконном ввозе героина во Франкфурт. Впоследствии был экстрадирован в Австралию и провёл более шести лет в тюрьме, два года из которых — в одиночной камере. По словам Робертса, он в очередной раз совершил побег из тюрьмы, но затем передумал и тайно вернулся обратно под тюремное заключение. Его намерениями стало отбыть полностью остаток своего наказания, чтобы воссоединиться с семьёй.
Робертс сменил несколько стран проживания: Австралия (Мельбурн), Германия, Франция. В итоге вернулся в Индию (Мумбаи), где основал благотворительный фонд помощи и ухода за бедными. Робертс наладил свои отношения с дочерью и был принят на работу в благотворительный фонд «Надежда для Индии» президентом.
В 2009 году Робертс был назван постоянным представителем фонда Zeitz Foundation, цель которого — сохранение и улучшение целостности экосистем, чистой воды, почвы и воздуха. Начиная с 2015 года писатель прервал всякую связь с общественными организациями.

## Карьера писателя
Во время своего второго пребывания в австралийской тюрьме Робертс начал работу над романом «Шантарам». Дважды рукописи уничтожались тюремными надзирателями в тюрьме.
В 2004 году в интервью Rediff.com отметил:
«Когда меня задержали во Франкфурте в 1990 году и посадили в тюрьму для террористов, я встал на путь исправления. Я больше не собирался быть никем. Я хотел вернуться в Австралию или Индию, чтобы начать новую жизнь. Я был экстрадирован в Австралию, где провёл в заключении в одиночной камере два года, а потом получил новый срок за побег из страны в 1980 г. Меня освободили в 1997 г. Тогда я почти шесть лет писал „Шантарам“. Мой срок заключения истёк два года назад, и я продолжал писать и зарабатывать деньги, чтобы помочь родителям. Теперь, когда книга опубликована, я готов вернуться в Мумбаи».Оригинальный текст (англ.)When I was captured in Frankfurt in 1990 and imprisoned in a prison for terrorists, I began to change. I was not going to be an outclass anymore. I wanted to go back to Australia or India and start a new life. I was extradited to Australia, where I was placed in solitary confinement for two years, and then in another prison for having run away from the country in 1980. I was released in 1997. By then I had been nearly six years into writing Shantaram. My parole ended two years ago, and I had to continue writing and save money to help my parents. Now that the book has been published I am ready to go to Mumbai.
После освобождения Робертс получил возможность полностью закончить свою работу и опубликовать роман «Шантарам» в 2003 году. Название книги означает «Мирный человек» и происходит от имени, которое дала ему мать его лучшего друга. Все герои романа являются вымышленными, но описываемые события реальны.
Робертс также адаптировал роман «Шантарам» для экранизации, написав оригинальный сценарий. В 2019 года начались съёмки одноимённого сериала.
13 октября 2015 года вышло продолжение романа — «Тень горы» (англ. The Mountain Shadow). В русскоязычном варианте книга «Тень горы» вышла в феврале 2016 года.